# Crocodiles of the World
Crocodiles of the World is een dierentuin in Brize Norton, Oxfordshire, Engeland. De dierentuin is gespecialiseerd in krokodilachtigen.

## Geschiedenis
Crocodiles of the World werd gestart door Shaun Foggett in 2011 in Crawley Mill, Witney, voordat het naar Brize Norton verhuisde. De oprichting van deze dierentuin werd gevolgd door een filmcrew voor de televisieshow Croc Man, dat werd uitgezonden op Channel 5. Shaun Foggett moest zijn huis verkopen om de start van de dierentuin te kunnen bekostigen.

## Dieren
In het park worden 19 van de 24 soorten krokodilachtigen van de wereld gehouden. Daarnaast worden ook verschillende andere reptielen en andere dieren gehouden. De dierentuin doet ook aan redding van krokodillen, zoals de opvang van een krokodil die in Zweden in een kas werd gehouden. Daarnaast doet de dierentuin ook mee aan fokprogramma's. Het was de eerste dierentuin in het Verenigd Koninkrijk en de tweede in Europa die er in slaagde te fokken met onechte gavialen toen er in 2017 tien uit hun eieren kwamen.

### Krokodilachtigen
- Australische krokodil
- Breedsnuitkaaiman
- Breedvoorhoofdkrokodil
- Brilkaaiman
- Bultkrokodil
- Chinese alligator
- Crocodylus suchus
- Cuviers gladvoorhoofdkaaiman
- Filipijnse krokodil
- Mississippialligator
- Nijlkrokodil
- Onechte gaviaal
- Pantserkrokodil
- Ruitkrokodil
- Schneiders gladvoorhoofdkaaiman
- Siamese krokodil
- Yacarekaaiman
- Zeekrokodil
- Zwarte kaaiman

### Andere reptielen
- Alligatorschildpad
- Bonte varaan
- Galapagosreuzenschildpad
- Groene leguaan
- Kaaimanteju
- Kolenbranderschildpad
- Komodovaraan
- Mertens watervaraan
- Netpython
- Nieuw-Guinese tweeklauwschildpad
- Phelsuma grandis
- Smaragdvaraan
- Stekelstaartvaraan
- Terekayschildpad
- Varanus beccarii

### Andere dieren
- Bintoerong
- Keizertamarin
- Nevelpanter
- Pinchéaapje
- Stokstaartje